# Врублевський Віталій Костянтинович
Віталій Костянтинович Врублевський (5 лютого 1933, село Піща, тепер Шацького району Волинської області — 3 листопада 2008, місто Київ) — український радянський діяч, професор, доктор економічних наук. Депутат Верховної Ради УРСР 9—11-го скликань. Член ЦК КПУ в 1976—1990 р. Чоловік письменниці Валерії Врублевської.

## Життєпис
У 1956 році закінчив Київський державний університет імені Тараса Шевченка.
З 1956 року — викладач політичної економії Житомирського технікуму землевпорядкування.
Член КПРС з 1960 року.
У 1963 році закінчив аспірантуру Київського державного університету імені Тараса Шевченка.
У 1963—1964 роках — виконувач обов'язків доцента, старший викладач кафедри політекономії Київського державного університету імені Тараса Шевченка.
У 1964—1972 роках — лектор, керівник лекторської групи відділу пропаганди і агітації ЦК КПУ.
У 1972—1989 роках — помічник 1-го секретаря ЦК Компартії України Володимира Щербицького. У 1989 році працював інспектором ЦК КПУ.
Після відходу Володимира Щербицького на пенсію Віталій Врублевський теж залишив партійну кар'єру і зайнявся наукою. Був членом президії Української ради миру, віцепрезидентом Українського товариства «Інтелект нації». В 1993 році написам книгу «Владимир Щербицкий: правда и вымыслы».

Могила Віталія Врублевського

Помер 3 листопада 2008 року після важкої хвороби. Похований в Києві на Байковому кладовищі (ділянка № 33).

## Нагороди та відзнаки
- орден Дружби народів (6.03.1981)
- Лауреат Державної премії УРСР в галузі науки і техніки. Премія присуджена постановою ЦК Компартії України і Ради Міністрів УРСР № 417 від 2 лютого 1985 року за могографію «Ленинское учение об экономических основах социализма»[1].
- Заслужений діяч науки і техніки України